# Piper ollantaitambanum
Piper ollantaitambanum är en pepparväxtart som beskrevs av William Trelease. Piper ollantaitambanum ingår i släktet Piper och familjen pepparväxter. Inga underarter finns listade i Catalogue of Life.